# Иванов, Антон Александрович (политик)
Антон Александрович Иванов (род. 2 февраля 1985, Мары, Туркменская ССР, СССР) — российский государственный деятель. Глава администрации Белгорода (21 декабря 2021 — 7 ноября 2022).
21 февраля 2025 года признан судом виновным в получении взяток и превышении полномочий. Приговорён к 10 годам колонии строгого режима и штрафу в 11 миллионов рублей.

## Биография
Антон Александрович Иванов родился 2 февраля 1985 года в г. Мары, Туркменистан.
В 2007 году окончил юридический институт НИУ «БелГУ», в 2008 — институт экономики и менеджмента БГТУ им. В. Г. Шухова.
С 2014 по 2015 годы работал в администрации Белгородского района заместителем руководителя комитета строительства, транспорта, ЖКХ и инженерной инфраструктуры, а в 2016 году стал первым заместителем начальника департамента строительства и транспорта Белгородской области.
С 2018 по 2021 год являлся генеральным директором АО «Белгородская ипотечная корпорация» и ГУП «Фонд поддержки ИЖС Белгородской области». Выступал с рядом инициатив по развитию индивидуального строительства на федеральном уровне с момента изменения курса жилищной политики страны в сторону увеличения ИЖС. Входил в состав рабочих групп Минстрой РФ, Агентства стратегических инициатив, Российского союза строителей, НОСТРОЙ. Сформировал первую концепцию создания федерального оператора ИЖС с сетью региональных (эта инициатива получила отклик и ее поддержал Минстрой РФ, в планах реализация до 2025 года). Представил рабочую модель развития ИЖС, которую можно тиражировать в другие регионы РФ.
11 октября 2021 года Иванов возглавил аппарат администрации города Белгорода, а 13 октября назначен на должность первого заместителя мэра.
21 декабря 2021 года депутатами Белгородского городского Совета избран на пост главы администрации города Белгорода. 7 ноября 2022 года покинул должность в связи с переходом на другую работу.
8 марта 2023 года арестован Свердловским районным судом Белгорода на два месяца по обвинению в получении крупной взятки. 21 февраля 2025 года признан виновным Свердловским районным судом Белгорода в получении взяток и превышении должностных полномочий. Приговорён к 10 годам колонии строгого режима и штрафу в 11 миллионов рублей.